# Santanópolis
Santanópolis är en kommun i Brasilien.   Den ligger i delstaten Bahia, i den östra delen av landet, 1 100 km öster om huvudstaden Brasília. Antalet invånare är 8 781.
Omgivningarna runt Santanópolis är huvudsakligen savann. Runt Santanópolis är det ganska tätbefolkat, med 86 invånare per kvadratkilometer.